# Sergueï Melikov
Sergueï Alimovich Melikov (russe : Сергей Алимович Меликов), né le 12 septembre 1965, est un homme d'État et chef militaire russe. Il est le chef de la république du Daghestan depuis le 5 octobre 2020.
Il a le grade civil de conseiller d'État effectif de la fédération de Russie de 1re classe.

## Biographie
Sergey Melikov naît le 12 septembre 1965 dans la ville d'Orekhovo-Zouïevo, près de Moscou,.

### Carrière militaire
En 1986, Melikov obtient un diplôme de l'école des troupes internes du commandement militaire supérieur de Saratov (nommée d'après FEDzerjinsky), avec pour spécialité le renseignement. Par la suite, il est affecté comme officier pour le service militaire dans une brigade distincte de la Direction des troupes intérieures du ministère de l'Intérieur de l'URSS en Ukraine et en Moldavie. Melikov sert à Lvov et à Odessa. À la même époque, il est membre du Parti communiste. En 1994, il obtient un diplôme de l'Académie militaire Frounze.
Entre 1994 et 1996, Melikov sert lors de la première guerre de Tchétchénie. Il est d'abord adjoint au chef d'état-major du régiment, puis commandant de bataillon de la division opérationnelle.
Depuis 1995, il est officier supérieur de la section du renseignement militaire au quartier général du département du renseignement.
Depuis 1996, il a le droit de porter un béret marron (en).
En 1997, Melikov est nommé commandant adjoint, et en 1998, il est promu commandant d'un régiment.
Colonel général depuis 2016, est le premier directeur adjoint du service fédéral de la garde nationale russe et le commandant en chef des troupes de la garde nationale russe de 2016 à 2019. 
Le 27 février 2022, il est le premier dirigeant et responsable russe à reconnaître la perte d'un militaire russe en Ukraine. 

### Carrière politique
De 2014 à 2016, Melikov est l'envoyé plénipotentiaire du district fédéral du Caucase du Nord et est sénateur du kraï de Stavropol de 2019 à 2020.
Le 5 octobre 2020, il est nommé chef par intérim de la république du Daghestan par Vladimir Poutine, pour remplacer Vladimir Vassiliev, démissionnaire. Le 14 octobre 2021, il est élu chef de la république par l'Assemblée populaire.